# Christopher Walling Abaloneparel
De Christopher Walling Abaloneparel (Engels: "Christopher Walling Abalone ") is een grote hoornvormige parel. De barokparel die 750 grein of 187,5 karaat weegt is veelkleurig. Zoals bij de uiterst zeldzame parels uit de abaloneschelp vaker voorkomt is de parelmoeren oppervlakte wit met schakeringen van groen, blauw, oranje en roze. In niet meer dan één op anderhalf miljoen abaloneschelpen wordt een parel gevonden. Het oppervlak van deze parel is zeer regelmatig wat de parel een fraaie luister of glans geeft.
Abaloneparels hebben een alveolaire of "honingraatvormige" structuur, dat houdt in dat er stralen vanuit het centrum lopen die opvallende glanzende patronen te zien geven. De Christopher Walling Abaloneparel is waarschijnlijk in de rode Haliotis rufescens of misschien in de groene abalone, de Haliotis fulgens ontstaan. Beide soorten komen voor in de wateren voor de kust van Californië. De kleuren zijn te danken aan algen in de kelpbossen waarin de abalones leven.
De parel werd door de eigenaar, de juwelenontwerper Christopher Walling aan het National Museum of Natural History, deel van het Smithsonian Institution in Washington D.C. geschonken. Het museum gaf de tot dan toe naamloze parel, als geste, de naam van de schenker.